# Dissociativ identitetsstörning
Dissociativ identitetsstörning dissociativ störning, som är en formell psykiatrisk diagnos. Den beskriver ett tillstånd där en enskild individ uppvisar distinkta multipla traumarelaterade delar som har olika mönster vad gäller uppfattningar och interaktion med sin omgivning.
Diagnosen dyker första gången upp 1980 inom medicinsk litteratur i publikationen Diagnostic and Statistical Manual of Mental Disorders (DSM-III) och omskrivs där som multiple personality disorder (MPD).

## Beskrivning
DID beskrivs som en psykologisk försvarsmekanism där personen i fråga använder dissociation för att kunna hantera ett allvarligt trauma, och på så sätt utvecklar en eller flera olika personligheter (delidentiteter) för att hantera upplevelserna. Dissociativ identitetsstörning, DID, utvecklas i barndomen, då gränsen mellan verklighet och fantasi fortfarande är vag. Det utsatta barnet skapar en parallell verklighet / identitet som hanterar det trauma barnet utsätts för. Delidentiteten bevarar sedan upplevelsen eller de känslor som följer med den i en separat del av den gemensamma personligheten. Ett barn som utsätts för långvariga övergrepp, oftast av någon nära anhörig som barnet är beroende av, är i riskzonen vad gäller utvecklandet av en posttraumatisk dissociativ identitetsstörning. Detta försvar mot det outhärdliga kan ses som en kreativ lösning av en till synes omöjlig situation. När barnet sedermera växer upp skapar emellertid denna uppdelning av jaget hinder i vardagen. Andra posttraumatiska reaktioner tenderar också att vara en del av problematiken. Återkommande minnesbilder och sensationer, mardrömmar, en upplevelse av distansering från omgivningen, ångest och relationsproblem.[källa behövs]
Genom senare tids medicinska mätinstrument har man funnit fysiologiska skillnader i hjärnans aktivitet hos DID-patienter. Inte sällan finns en nedsatt funktion i interaktionen mellan de båda hjärnhalvorna. Tanke och känsla finns bokstavligen i olika delar av den mänskliga hjärnan. Hos DID-patienter tar det sig ett mer djupgående och splittrat uttryck.
Man skiljer på ANP (Apparently Normal part of Personality) och EP (Emotional part of Personality). Hos många människor fungerar ANP och EP integrerat. De har bägge sidor men de fungerar tillsammans. Hos DID-patienter finns det alltid fler än en ANP och oftast också flera EP:n, vilka kommunicerar sinsemellan till en varierande grad. Vissa DID-patienter har amnesi för den period då de befinner sig i dissociativt tillstånd. Andra "ser" vad som händer utan att de upplever att de kan påverka vad som sker och ytterligare några kommunicerar och argumenterar med de andra delarna av det egna splittrade jaget.
Termen schizofreni har ofta använts felaktigt för att beskriva detta tillstånd. Ett exempel inom populärkultur är filmen Mina jag & Irene, en komedi där Jim Carrey spelar en polis som växlar identitet mellan den snälle Charlie Baileygates och den tuffe Hank Evans. Det första dokumenterade fallet av detta missförstånd är i en artikel från 1933 av poeten T.S. Eliot.

## Behandling
Den psykofarmakologiska behandlingen av DID innefattar företrädesvis antidepressiva selektiva serotoninåterupptagshämmare (så kallade SSRI-preparat).
Behandling av Dissociativ identitetsstörning företräds dock ofta av specialistinriktad psykoterapi  där den mer än sällan kan bli väldigt långvarig. Terapin går ut på att bearbeta det trauman som oftast ligger bakom störningen och att sedan integrera de olika delidentiteterna till en fungerande enhet. Orsaken till att terapin många gånger tar lång tid är att terapeuten måste lära känna alla olika delidentiteterna och bygga upp ett förtroende till dem så att de accepterar terapin.
Terapeutens första moment är att kartlägga alla identiteter, deras egenskaper, känslor och deras relation till varandra, vilket kan ta väldigt lång tid då delidentiteterna ofta varierar i antal beroende på bredden av trauman och utsatthet. Om någon identitet ser terapin som ett hot kan denne sabotera hela behandlingen, vilket inte är önskvärt. Särskilt barnidentiteter är viktigt att skaffa en bra relation till eftersom dessa ofta är den enda som är medveten om traumat.
För inte skapa nya trauman och allvarliga reaktioner hos patienten användes ofta hypnos när patienten delges historien om traumat, detta är dock väldigt individuellt. I det stadiet är risken för självskadebeteende stort på grund av att de olika delidentiteterna ofta beskyller varandra eller sig själva för det eventuella övergrepp som ligger bakom traumat. Delidentiteterna inser inte alltid att de tillhör samma kropp vilket gör att självskadebeteendet inte behöver vara riktat mot den själv.
Efter terapi och integration krävs även fortsatt terapi eftersom patienten inte längre har delidentiteter att dela svårigheter och motgångar med, utan måste ta itu med dessa själv. För en del drabbade fungerar det inte med terapi utan de får lära sig att leva med störningen och finna en balans mellan de olika identiteterna.

## Vanliga delidentiteter
Det finns ett antal kategorier av delidentiteterna som ofta förekommer hos den med dissociativ identitetsstörning.
- Barnet är utblottat och inte sällan den enda som minns de eventuella övergrepp under barndomen som sedan lett till trauma.
- Tonåringen uttrycker ofta mycket känslor.
- Beskyddaren är en delidentitet som ser som sin uppgift att beskydda en annan delidentitet, som beskyddaren månar om, från angrepp utifrån.
- Den negativa eller aggressiva ställer inte sällan till med problem, inte minst under terapin.

## Kritik
Inom psykiatrin har diagnosen varit kontroversiell.
Föreställningarna om störningens uttryck och orsak har ifrågasatts. Under vissa perioder har störningen haft "popularitetsperioder" och många gånger tycks terapeuten ha inverkat på patientens uppfattning, vilket har skapat falska minnen om trauman. Vissa läkare inom psykiatrin menar att DID inte alls existerar som en giltig medicinsk diagnos. Andra menar att DID kanske existerar men endast som en effekt av felaktig terapi och eller psykotropiska droger som bensodiazepiner.